# Hirohisa Kurosaki
Hirohisa Kurosaki (1970) è un astronomo giapponese.
È ricercatore della JAXA (Japan Aerospace eXploration Agency), l'agenzia spaziale giapponese, e il suo principale campo di lavoro è lo studio degli asteroidi, dei detriti spaziali e del telerilevamento.

## Scoperte
Ha co-scoperto l'asteroide 199287 (2006 BX54) in collaborazione con Atsushi Nakajima.

## Riconoscimenti
Gli è stato dedicato l'asteroide 23938 Kurosaki.